# Вторинний документ
Вторинний документ — це результат аналітико-синтетичної та іншої обробки одного чи кількох первинних документів з метою пристосування інформації до інформаційних потреб споживача.

## Поняття та призначення
Вторинний документ — це документ, що являє собою результат аналітико-синтетичної та іншої переробки одного або кількох документів .
Метою створення вторинних документів є інформування споживачів про потоки і масиви первинних документів, щоб у згорнутому, узагальненому вигляді викласти основний їхній зміст .

## Співвідношення первинних і вторинних документів
Первинний документ— це документ, що містить в собі вихідну інформацію .
Перви́нний докуме́нт - документ, який містить відомості про господарську операцію та підтверджує її здійснення.
Первинний документ - це письмовий документ, який містить відомості про господарську операцію та підтверджує її здійснення. Інформація, що міститься в первинних документах, систематизується в регістрах синтетичного та аналітичного обліку шляхом подвійного запису їх на взаємопов'язаних рахунках бухгалтерського обліку.

## Види та різновиди вторинних документів

### Реферативний документ
Реферативні документи (дають характеристику первинного документу у вигляді реферату) поділяють на різновиди за такими ознаками:
- за цільовим призначенням - загальні і спеціалізовані;
- за належністю до певної галузі знання - реферати із суспільних, гуманітарних, природничих, точних, технічних і прикладних наук, з економіки;
- за способом характеристики первинного документа - реферати-конспекти, в яких послідовно викладають в узагальненому вигляді зміст усього первинного документа, а також проблемно-орієнтовані реферати, що акцентують увагу споживача на окремих темах або проблемах первинного документа;
- за обсягом та глибиною згортання - короткі, обсяг яких обмежений 850 друкованими знаками, і розширені, обсяг яких може становити 10—15 % обсягу первинного документа;
- за кількістю джерел реферування - монографічні, складені на один первинний документ, реферати-фрагменти, складені на окрему частину первинного документа, його розділ, підрозділ, параграф, оглядові або зведені, групові реферати;
- за формою викладу - текстові, анкетні (позиційні), табличні, телеграфного стилю, схематичні, ілюстровані, змішані;
- за методом викладу - реферати-екстракти, перефразовані, аспектні, які створюють на основі формалізованих методик;
- за способом підготовки - інтелектуальні, складені на основі інтуїтивних уявлень про значимість змісту первинного документа, а також автоматизовані;
- за авторським виконанням - авторські або автореферати і неавторські або ті, які склала інша особа (референт-аналітик).

### Оглядовий документ
Оглядово-аналітичні документи (дають огляд кількох первинних документів) за ознакою глибини аналізу змісту першоджерел поділяють на бібліографічні, реферативні й аналітичні огляди, об'єднуючи в одну групу інформаційних оглядів. Є класифікації, за якими огляди поділяють на огляд літератури (першоджерел) як джерело бібліографічної інформації та огляд стану розробки проблеми (теми, питання). Виділяють також орієнтаційні (бібліографічні) і пізнавальні огляди і т. ін. Тобто нині немає єдиної класифікації огляді.
Кожний з видів бібліографічних, реферативних, оглядово-аналітичних документів має свої специфічні характеристики і методику створення.

### Аналітичний документ
Найдосконалішим видом вторинних документів, які повно і кваліфіковано висвітлюють не окремі першоджерела, а конкретну тему в згорнутому й узагальненому вигляді, є аналітичні документи. Довгий час аналітичні документи зараховували до оглядових, об'єднуючи в групу оглядово-аналітичних документів. У зв'язку зі зростаючою суспільною потребою в аналітичній інформації, специфікою складання, розмаїттям аналітичних документів, їх доцільно розглядати як самостійний вид вторинного документа.
Нині немає загальноприйнятої класифікації аналітичних документів. Однак основною ознакою класифікації вважається глибина аналізу змісту першоджерела. На цій основі виділяють такі види аналітичних документів: огляд стану питання, критичні, аналітичні, прогнозні огляди, аналітичні довідки, довідники, рейтинги, інформаційні звіти про діяльність, тематичні підбірки, дайджести, прес-релізи, досьє та ін.
Для класифікації аналітичних документів особливо важливими є такі ознаки: 
- функціональне призначення (предмет) аналізу;
- характер питань, що розглядаються;
- цільове і читацьке призначення;
- зміст (тематичні межі);
- глибина ретроспекції;
- форма викладу;
- спосіб розповсюдження, періодичність підготовки і видання.

Ця загальна класифікація, охоплюючи як неопубліковані аналітичні документи, так і опубліковані, які видають бібліотеки, органи НТІ, центри інформаційного аналізу, видавництва та інші організації, значно полегшує орієнтування фахівців, учених, інформаційних фахівців у потоці первинних документів.
Аналітичні документи містять узагальнену інформацію, отриману в результаті всебічного, глибокого і критичного аналізу первинних документів, аргументовану оцінку стану і тенденцій розвитку проблеми, що розглядається. їх створюють у процесі поглибленого аналізу і синтезу первинних документів з метою вилучення, оцінки, узагальнення і використання інформації, що в них міститься. Для аналітичного документа характерною є наявність "аналітичної частини", яку становлять як ідеї, концепції, погляди, висновки, запозичені з первинного документа, так і власні думки, ідеї, судження автора вторинного документа.
Аналітичні документи дають змогу уявити інформаційну модель проблеми. Це, перш за все, аналітичний огляд, інформаційно-аналітична довідка, інформаційний звіт про діяльність тощо. Саме ці документи, створювані внаслідок аналітико-синтетичної переробки інформації з первинних документів, дають змогу всебічно висвітлити проблемну ситуацію. Для створення таких документів застосовують як загальнонаукові методи, так і інформаційно-прогностичні методики (контент-аналіз, івент-аналіз, моделювання, когнітивне карторування і т. ін.).
У загальному вигляді методика створення аналітичних документів — це методика інформаційного аналізу і синтезу, тобто зосередження на основних положеннях, фактах, даних з відкиданням надлишкової інформації. Більшість із зазначених інформаційних документів мають містити так звані вивідні знання про тенденції розвитку проблеми та шляхи її вирішення. Наявність нового (вивідного) знання в таких документах породжує суперечність щодо зарахування їх до вторинних. 
Методи, які застосовують для створення аналітичних оглядів, інформаційно-аналітичних довідок, аналітичних записок та інших інформаційних документів, широко використовують у процесах науково-пізнавальної діяльності. Саме тому аналітично-синтетична обробка документів належить до рівня наукової обробки документів. 
Аналітичні документи допомагають зорієнтуватися не лише в потоці первинних документів, а й у змісті проблеми в цілому.
Цільове призначення аналітичного документа визначається рішенням, яке споживач має прийняти на його основі. У зв'язку з цим інформаційні потреби для вирішення конкретних завдань можуть бути різноманітними, зокрема:
- отримати уявлення про зміст первинних документів з певної проблеми з метою відбору цінних джерел для поглибленого вивчення;
- оцінити стан і шляхи розвитку відповідної галузі науки і техніки з метою визначення місця проблеми, яка вирішується, поміж інших проблем;
- використати новітні досягнення своєї й інших галузей науки і техніки з метою підвищення ефективності створюваної техніки і технології;
- звернути увагу на проблему, яку вивчають з метою показу позитивних і негативних сторін досліджень, що проводяться;
- оцінити інформаційну ситуацію в конкретній галузі науки з метою визначення найперспективніших рішень поставленого завдання;
- визначити досягнутий рівень розвитку конкретної галузі науки і техніки й порівняти з ним рівень виконаної роботи;
- встановити наукову значущість ідей, теорій, концепцій, гіпотез, практичних рішень з метою використання їх у вирішенні конкретного завдання;
- виявити тенденції розвитку основної і суміжних галузей науки і техніки та встановити оптимальні технічні й економічні показники нових об'єктів, які створюють.

Структура аналітичних документів має багато спільного, однак є і певні особливості кожного виду.

## Загальна (типова) структура вторинного документу як інформаційного продукту
Вторинний документ як інформаційний продукт звичайно має типову структуру: обов'язкову — основну частину і вихідні дані; факультативну — довідково-бібліографічний апарат і додаткові відомості .